# 南阿爾卑斯市
南阿爾卑斯市（日语：／ Minamiarupusu shi */?）是日本山梨縣西部的城市，成立于2003年4月1日，由中巨摩郡八田村、白根町、蘆安村、若草町、櫛形町、甲西町合併而成。人口約有7万2000人，市公所設立在旧櫛形町。
日本登山界對山脈有所暱稱，飛驒山脈稱作「北阿爾卑斯」、木曾山脈稱作「中阿爾卑斯」、赤石山脈稱作「南阿爾卑斯」，由於赤石山脈縱貫本市西部，故以此命名，是目前日本唯一使用片假名以及日本史上第3個以片假名命名的市，更是日本唯一一個使用外來語命名的市町村；之前僅有長野縣的篠之井市（篠ノ井市，已併入長野市）和沖繩縣的胡差市（コザ市，已併入沖繩市）使用片假名作為市名。
日本第二高峰北岳位於南阿爾卑斯市境內。

## 交通

### 鐵路
本市沒有鐵道路線行經及設站，為山梨縣唯一一個無鐵路的市。

### 道路
- 中部橫斷自動車道
- 國道52號
- 國道140號

## 關聯條目
- 日本阿爾卑斯山
- 南阿爾卑斯國立公園
- 切子
- 中央阿爾卑斯市（長野縣駒根市市町村合并后預定的新市名）